# Élections législatives de 1962 dans le Gard
Les élections législatives françaises de 1962 se déroulent les 18 et 25 novembre 1962. Dans ce département, quatre députés sont à élire dans le cadre de quatre circonscriptions.

## Élus
| Circonscription | Député sortant   | Parti | Parti | Député élu ou réélu | Parti | Parti   |
| --------------- | ---------------- | ----- | ----- | ------------------- | ----- | ------- |
| 1re             | Pierre Gamel     |       | UNR   | Pierre Gamel        |       | UNR-UDT |
| 2e              | Jean Poudevigne  |       | CNIP  | Gilberte Roca       |       | PCF     |
| 3e              | Édouard Thibault |       | MRP   | Roger Roucaute      |       | PCF     |
| 4e              | Paul Béchard     |       | SFIO  | Paul Béchard        |       | SFIO    |

## Résultats

### Résultats à l'échelle du département
| Parti          | Parti                                          | Premier tour | Premier tour | Second tour | Second tour | Sièges |
| Parti          | Parti                                          | Voix         | %            | Voix        | %           | Sièges |
| -------------- | ---------------------------------------------- | ------------ | ------------ | ----------- | ----------- | ------ |
|                | Union pour la nouvelle République (UDT)        | 42 948       | 25,38        | 42 773      | 23,75       | 1      |
|                | Majorité présidentielle                        | 42 948       | 25,38        | 42 773      | 23,75       | 1      |
|                |                                                |              |              |             |             |        |
|                | Centre national des indépendants et paysans    | 21 239       | 12,55        | 24 662      | 13,70       | 0      |
|                | Mouvement républicain populaire                | 14 091       | 8,33         | 24 136      | 13,40       | 0      |
|                | Centre démocratique                            | 35 330       | 20,88        | 48 798      | 27,10       | 0      |
|                |                                                |              |              |             |             |        |
|                | Parti communiste français                      | 55 052       | 32,54        | 68 297      | 37,93       | 2      |
|                | Parti socialiste unifié                        | 16 265       | 9,61         | Retrait     | Retrait     | 0      |
|                | Section française de l'Internationale ouvrière | 15 796       | 9,34         | 20 196      | 11,22       | 1      |
|                | Parti radical                                  | 2 239        | 1,32         | Retrait     | Retrait     | 0      |
|                | Union et fraternité française                  | 1 561        | 0,92         |             |             | 0      |
|                |                                                |              |              |             |             |        |
| Inscrits       | Inscrits                                       | 262 879      | 100,00       | 262 792     | 100,00      | 4      |
| Abstentions    | Abstentions                                    | 88 340       | 33,6         | 74 415      | 28,32       |        |
| Votants        | Votants                                        | 174 539      | 66,4         | 188 377     | 71,68       |        |
| Blancs et nuls | Blancs et nuls                                 | 5 348        | 3,06         | 8 313       | 4,41        |        |
| Exprimés       | Exprimés                                       | 169 191      | 96,94        | 180 064     | 95,59       |        |

### Résultats par circonscription

#### Première circonscription (Nîmes)
| Candidat       | Candidat                   | Parti          | Premier tour | Premier tour | Second tour | Second tour |  |
| Candidat       | Candidat                   | Parti          | Voix         | %            | Voix        | %           |  |
| -------------- | -------------------------- | -------------- | ------------ | ------------ | ----------- | ----------- |  |
|                | Pierre Gamel sortant réélu | UNR-UDT        | 12 594       | 33,56        | 20 138      | 52,46       |  |
|                | Louis Maurin               | PCF            | 11 113       | 29,61        | 18 247      | 47,54       |  |
|                | Jean Ménard                | SFIO           | 4 813        | 12,82        | Retrait     | Retrait     |  |
|                | Henry Laget                | CNIP           | 3 505        | 9,34         | Retrait     | Retrait     |  |
|                | Jean Roger                 | MRP            | 2 590        | 6,9          | Retrait     | Retrait     |  |
|                | André Bazile               | Radsoc         | 2 239        | 5,97         | Retrait     | Retrait     |  |
|                | René Cancel                | UFF            | 675          | 1,8          |             |             |  |
|                |                            |                |              |              |             |             |  |
| Inscrits       | Inscrits                   | Inscrits       | 64 061       | 100,00       | 64 059      | 100,00      |  |
| Abstentions    | Abstentions                | Abstentions    | 25 609       | 39,98        | 22 837      | 35,65       |  |
| Votants        | Votants                    | Votants        | 38 452       | 60,02        | 41 222      | 64,35       |  |
| Blancs et nuls | Blancs et nuls             | Blancs et nuls | 923          | 2,4          | 2 837       | 6,88        |  |
| Exprimés       | Exprimés                   | Exprimés       | 37 529       | 97,6         | 38 385      | 93,12       |  |

#### Deuxième circonscription (Beaucaire - Bagnols-sur-Cèze)
| Candidat       | Candidat                | Parti          | Premier tour | Premier tour | Second tour | Second tour |  |
| Candidat       | Candidat                | Parti          | Voix         | %            | Voix        | %           |  |
| -------------- | ----------------------- | -------------- | ------------ | ------------ | ----------- | ----------- |  |
|                | Jean Poudevigne sortant | CNIP           | 17 734       | 32,2         | 24 662      | 41          |  |
|                | Gilberte Roca élue      | PCF            | 15 491       | 28,13        | 24 695      | 41,06       |  |
|                | Armand Cavard           | UNR-UDT        | 11 550       | 20,97        | 10 789      | 17,94       |  |
|                | Robert Gourdon          | PSU (SFIO)     | 10 297       | 18,7         | Retrait     | Retrait     |  |
|                |                         |                |              |              |             |             |  |
| Inscrits       | Inscrits                | Inscrits       | 84 485       | 100,00       | 84 428      | 100,00      |  |
| Abstentions    | Abstentions             | Abstentions    | 27 793       | 32,9         | 22 565      | 26,73       |  |
| Votants        | Votants                 | Votants        | 56 692       | 67,1         | 61 863      | 73,27       |  |
| Blancs et nuls | Blancs et nuls          | Blancs et nuls | 1 620        | 2,86         | 1 717       | 2,78        |  |
| Exprimés       | Exprimés                | Exprimés       | 55 072       | 97,14        | 60 146      | 97,22       |  |

Le scrutin est annulé et une élection législative partielle se déroule les 5 et 12 mai 1963. Jean Poudevigne retrouve son siège de député.

#### Troisième circonscription (Alès - Pont-Saint-Esprit)
| Candidat       | Candidat                 | Parti          | Premier tour | Premier tour | Second tour | Second tour |  |
| Candidat       | Candidat                 | Parti          | Voix         | %            | Voix        | %           |  |
| -------------- | ------------------------ | -------------- | ------------ | ------------ | ----------- | ----------- |  |
|                | Roger Roucaute élu       | PCF            | 18 427       | 40,83        | 25 355      | 51,23       |  |
|                | Édouard Thibault sortant | MRP            | 11 501       | 25,49        | 24 136      | 48,77       |  |
|                | Pierre Jalu              | UNR-UDT        | 9 232        | 20,46        | Retrait     | Retrait     |  |
|                | Jean-Jacques Meynard     | PSU            | 5 968        | 13,22        | Retrait     | Retrait     |  |
|                |                          |                |              |              |             |             |  |
| Inscrits       | Inscrits                 | Inscrits       | 66 648       | 100,00       | 66 633      | 100,00      |  |
| Abstentions    | Abstentions              | Abstentions    | 19 758       | 29,65        | 14 851      | 22,29       |  |
| Votants        | Votants                  | Votants        | 46 890       | 70,35        | 51 782      | 77,71       |  |
| Blancs et nuls | Blancs et nuls           | Blancs et nuls | 1 762        | 3,76         | 2 291       | 4,42        |  |
| Exprimés       | Exprimés                 | Exprimés       | 45 128       | 96,24        | 49 491      | 95,58       |  |

#### Quatrième circonscription (Alès - Le Vigan)
| Candidat       | Candidat                   | Parti          | Premier tour | Premier tour | Second tour | Second tour |  |
| Candidat       | Candidat                   | Parti          | Voix         | %            | Voix        | %           |  |
| -------------- | -------------------------- | -------------- | ------------ | ------------ | ----------- | ----------- |  |
|                | Paul Béchard sortant réélu | SFIO           | 10 983       | 34,91        | 20 196      | 63,03       |  |
|                | Marcel Ferrier             | PCF            | 10 021       | 31,85        | Retrait     | Retrait     |  |
|                | Robert Clop                | UNR-UDT        | 9 572        | 30,42        | 11 846      | 36,97       |  |
|                | Jacques Triaire            | UFF            | 886          | 2,82         |             |             |  |
|                |                            |                |              |              |             |             |  |
| Inscrits       | Inscrits                   | Inscrits       | 47 685       | 100,00       | 47 672      | 100,00      |  |
| Abstentions    | Abstentions                | Abstentions    | 15 180       | 31,83        | 14 162      | 29,71       |  |
| Votants        | Votants                    | Votants        | 32 505       | 68,17        | 33 510      | 70,29       |  |
| Blancs et nuls | Blancs et nuls             | Blancs et nuls | 1 043        | 3,21         | 1 468       | 4,38        |  |
| Exprimés       | Exprimés                   | Exprimés       | 31 462       | 96,79        | 32 042      | 95,62       |  |